# Lakewood (Illinois)
Lakewood es una villa ubicada en el condado de McHenry en el estado estadounidense de Illinois. En el Censo de 2010 tenía una población de 3811 habitantes y una densidad poblacional de 370,64 personas por km².

## Geografía
Lakewood se encuentra ubicada en las coordenadas 42°13′26″N 88°23′12″O / 42.22389, -88.38667. Según la Oficina del Censo de los Estados Unidos, Lakewood tiene una superficie total de 10.28 km², de la cual 9.49 km² corresponden a tierra firme y (7.66%) 0.79 km² es agua.

## Demografía
Según el censo de 2010, había 3811 personas residiendo en Lakewood. La densidad de población era de 370,64 hab./km². De los 3811 habitantes, Lakewood estaba compuesto por el 93.07% blancos, el 1.15% eran afroamericanos, el 0.21% eran amerindios, el 3.59% eran asiáticos, el 0% eran isleños del Pacífico, el 0.68% eran de otras razas y el 1.29% pertenecían a dos o más razas. Del total de la población el 3.15% eran hispanos o latinos de cualquier raza.